# Урлуча (Арђеш)
Урлуча (рум. Urlucea) насеље је у Румунији у округу Арђеш у општини Калинешти. Oпштина се налази на надморској висини од 278 m.

## Становништво
Према подацима из 2002. године у насељу је живело 726 становника, од којих су сви румунске националности.